# دالي ستيوارت (مخرج)
دالي ستيوارت (بالإنجليزية: Dale Stewart)‏ هو كاتب سيناريو ومخرج نيوزلندي، ولد في 30 مارس 1985 في إدنبرة في المملكة المتحدة.

## وصلات خارجية
- دالي ستيوارت على موقع IMDb (الإنجليزية)
- دالي ستيوارت على موقع أول موفي (الإنجليزية)
- دالي ستيوارت على موقع كينوبويسك (الروسية)